# Authuille
Authuille is een gemeente in het Franse departement Somme (regio Hauts-de-France). De gemeente telt 167 inwoners (1999)en maakt deel uit van het arrondissement Péronne.

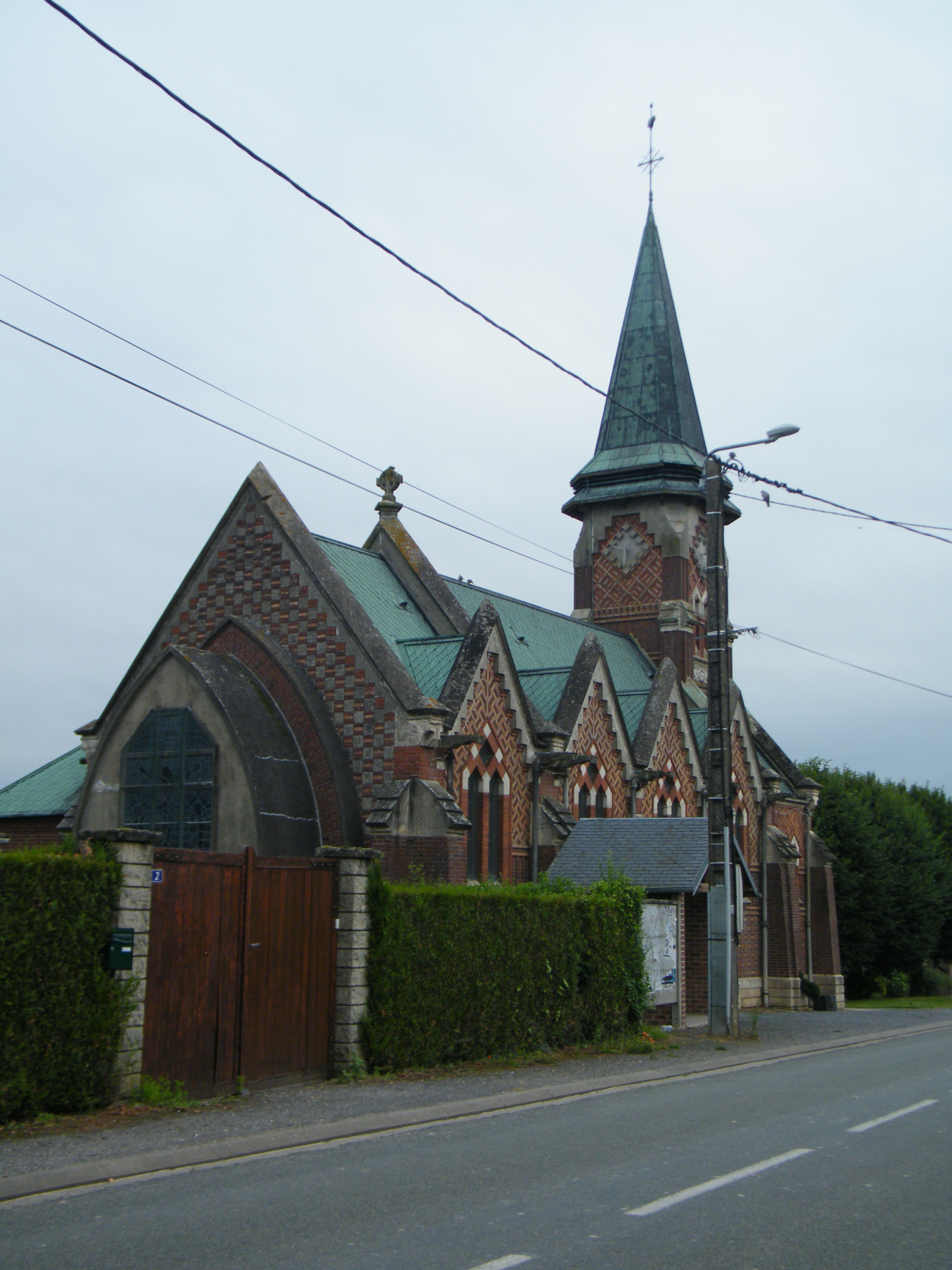
Église Saint-Fursy

## Geschiedenis
Oude vermeldingen van de plaats zijn Antoilum. Uit de 12de eeuw dateren vermelden als Autulia en Autuile.

## Geografie
De oppervlakte van Authuille bedraagt 3,6 km², de bevolkingsdichtheid is 46,4 inwoners per km². De westgrens van de gemeente wordt gevormd door de Ancre.
De onderstaande kaart toont de ligging van Authuille met de belangrijkste infrastructuur en aangrenzende gemeenten.

## Demografie
Onderstaande figuur toont het verloop van het inwonertal (bron: INSEE-tellingen).

## Bezienswaardigheden
- De Église Saint-Fursy
- In de gemeente liggen verschillende Britse militaire begraafplaatsen uit de Eerste Wereldoorlog:
  - Authuile Military Cemetery
  - Blighty Valley Cemetery
  - Lonsdale Cemetery, grotendeels op het grondgebied van buurgemeente Aveluy
  - Het Thiepval Memorial en bijhorende Thiepval Anglo-French Cemetery bevinden zich op het grondgebied van Authuille, maar nabij het dorp Thiepval.